# 己斐
己斐（こい）は、広島県広島市西区の地域である。
町名では己斐上（こいうえ）、己斐大迫（こいおおさこ）、己斐中（こいなか）、己斐西町（こいにしまち）、己斐東（こいひがし）、己斐本町（こいほんまち）に該当する。現行行政地名は己斐上一丁目から己斐上六丁目、己斐大迫一丁目から己斐大迫三丁目、己斐中一丁目から己斐中三丁目、己斐西町、己斐東一丁目および己斐東二丁目、己斐本町一丁目から己斐本町三丁目。
旧・佐伯郡己斐町を前身とする地域であり、さまざまな史跡が存在するが、地域西部には戦後になって造成されたニュータウンもある。

## 地理

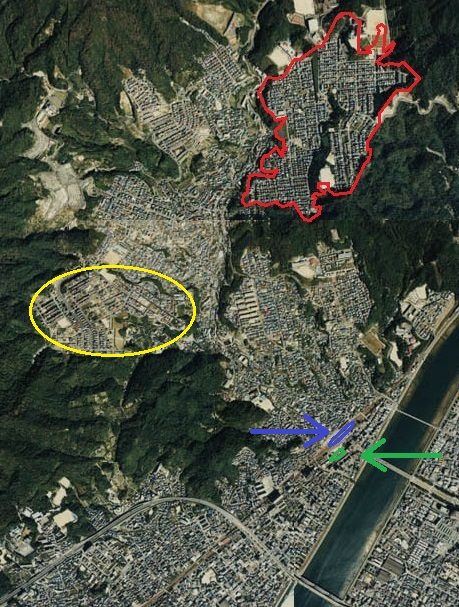
1988年度の航空写真。己斐は、太田川放水路の西側の地域である。大迫団地（己斐大迫）は赤色、もみじが丘（一致する行政区分がないため、大まかに囲んである）は黄色で囲んである。また、西広島駅は青色、広電西広島駅は緑色で示してある。放水路にかかっている4本の橋は北から順に己斐橋、新己斐橋、旭橋、新旭橋。なお、新旭橋が旭橋に沿うように架橋されているため、3本に見える。

### 己斐の位置
己斐は広島市中心部（紙屋町）から西へ約3から5km、同市西区に位置する地域。主に己斐上・己斐大迫・己斐中・己斐西町・己斐東・己斐本町からなる。東側の福島町とは太田川放水路で隔てられている。西で高須台、南で庚午と接する。庚午との境界には西広島バイパスが走っている。

### 己斐地域内の地理
地域内をJR西日本山陽本線および広島電鉄本線・宮島線が走り、己斐本町に西広島駅および広電西広島（己斐）駅がある。また、己斐本町に宮島街道が走っており、西広島駅前交差点付近には前述の2駅のほかひろでん会館が在った跡地に「KOI PLACE」が在る。己斐バスストップが広島電鉄本線および宮島線の広電西広島（己斐）駅のすぐそばにあり、西広島駅バスストップがJR西日本山陽本線西広島駅のすぐそばにある。地域東部には茶臼山（通称「小茶臼」北緯34度24分27.55秒 東経132度25分29.67秒）があり、昔己斐城（平原城）があったことで知られる。また、地域南部には旭山（北緯34度23分50.8秒 東経132度25分14.1秒 / 北緯34.397444度 東経132.420583度）もあり、己斐古城（岩原城）があったという。

### 河川と橋梁
太田川放水路が地域の東端を流れており、北から己斐橋（北緯34度23分55.99秒 東経132度25分57.48秒 / 北緯34.3988861度 東経132.4326333度）、新己斐橋（北緯34度23分46.61秒 東経132度25分51.37秒 / 北緯34.3962806度 東経132.4309361度）、旭橋（北緯34度23分22.71秒 東経132度25分35.65秒 / 北緯34.3896417度 東経132.4265694度）がかかっている。地域内には八幡川が西から東に流れ、太田川放水路に流れ込んでいる。八幡川には東から順に観光橋（北緯34度23分45.4秒 東経132度25分37.8秒 / 北緯34.395944度 東経132.427167度）、源左衛門橋（北緯34度23分46.51秒 東経132度25分34.79秒 / 北緯34.3962528度 東経132.4263306度）がかかっている。
源左衛門橋は、歴史のある橋である。昔、時の広島藩主は広島入府の後に親友である紫竹源左衛門を呼び寄せて、現在の己斐西町のあたりに領地を与えた。大雨で八幡川が氾濫した時、源左衛門が仮設の橋を渡して大名行列を助けた。このことからその後この場所にできた橋を源左衛門橋と呼ぶようになったのだという。 

## 歴史

### 地名の由来
「己斐」は鎌倉時代以来の歴史ある地名で、その由来についてはいくつかの説がある。一つは神功皇后が長門の熊襲族征討に際してこの地に立ち寄ったとき、県主が大きな鯉を献上したので「鯉村」と称したというもの（国郡志下調書出帳）、「山間の村」を意味する「峡村」（かひむら）が変化したというもの（秋長夜話）、古くは「許斐」とも書いたことから筑前宗像の「許斐神社」と何らかの関係を有するというもの（芸藩通志）、などである。

### 沿革
広島市への編入合併前の詳細については「己斐町」を参照
以下の通り。
- 1889年：町村制発足により佐伯郡己斐村が発足
- 1911年：町制施行により佐伯郡己斐町と改称
- 1929年4月1日：広島市への編入合併
- 1950年：ノートルダム清心中学校が開校
- 1961年：ノートルダム清心女子大学短期大学部（1964年ノートルダム清心女子短期大学に改称）が開学
- 1964年：広電ストア己斐店（ひろでん会館）が開業
- 1969年：己斐駅を西広島駅に改称
- 1972年：広島市立己斐中学校が開校
- 1973年：広島音楽高等学校が小町より移転
- 1975年：広島市立己斐東小学校が開校
- 1978年：花満花市場跡地にスーパーいづみ己斐店（現・ゆめマート己斐）が開業、広島市己斐公民館が開館
- 1982年：広島市立己斐上小学校が開校
- 1987年：広島市立己斐上中学校が開校
- 2001年：広島高速4号線が開通

### 人口の変遷
総数 [戸数または世帯数：  、人口：  ]
| 1980年（昭和55年）12月末 | 9,325世帯 26,118人  |
| 1990年（平成2年）12月末  | 11,296世帯 30,364人 |
| 2000年（平成12年）12月末 | 11,743世帯 28,215人 |
| 2010年（平成22年）12月末 | 12,573世帯 27,119人 |
| 2013年（平成25年）10月末 | 12,698世帯 26,773人 |

## 住宅地
大迫団地は己斐地域の北東部のニュータウンであり、己斐大迫という町丁に対応している。広電己斐団地は己斐地域の北西部のニュータウンであり、己斐上の一部である。フジハイツやイトーピアは茶臼山の南、己斐地域の東側のニュータウンであり、それぞれ己斐中、己斐東という町丁の一部である。もみじが丘は己斐地域の西側のニュータウンであり、己斐上という町丁の一部である。

## 交通

### バス
地域内を運行するのは広電バス、広島バス、エイチ・ディー西広島の三社である。前2者は己斐本町を通過する便が主だが、己斐を拠点とするエイチ・ディー西広島は西広島駅バスストップや八丁堀バスストップと地域東部の住宅地を結んでおり、己斐上・己斐大迫・己斐中・己斐東にも停車する。

### 鉄道
己斐本町にJR西日本山陽本線西広島駅（北緯34度23分52.2秒 東経132度25分40.72秒 / 北緯34.397833度 東経132.4279778度）および広島電鉄本線宮島線広電西広島（己斐）駅（北緯34度23分48.68秒 東経132度25分40.62秒 / 北緯34.3968556度 東経132.4279500度）がある。地域北東部、己斐大迫のあたりはJR西日本山陽本線および広島電鉄横川線の横川駅（北緯34度24分35.65秒 東経132度27分0.52秒 / 北緯34.4099028度 東経132.4501444度）が最寄りである。

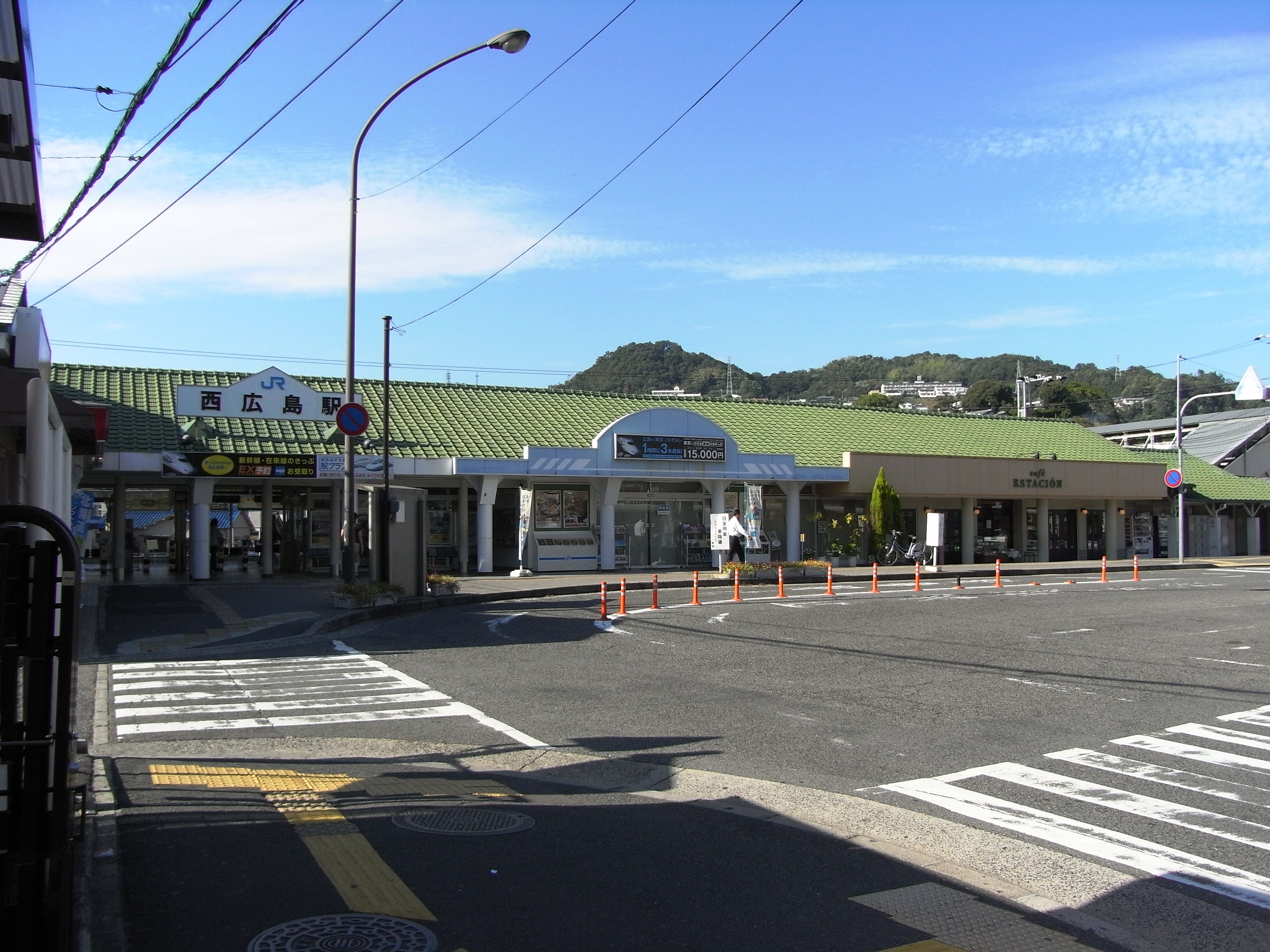
西広島駅
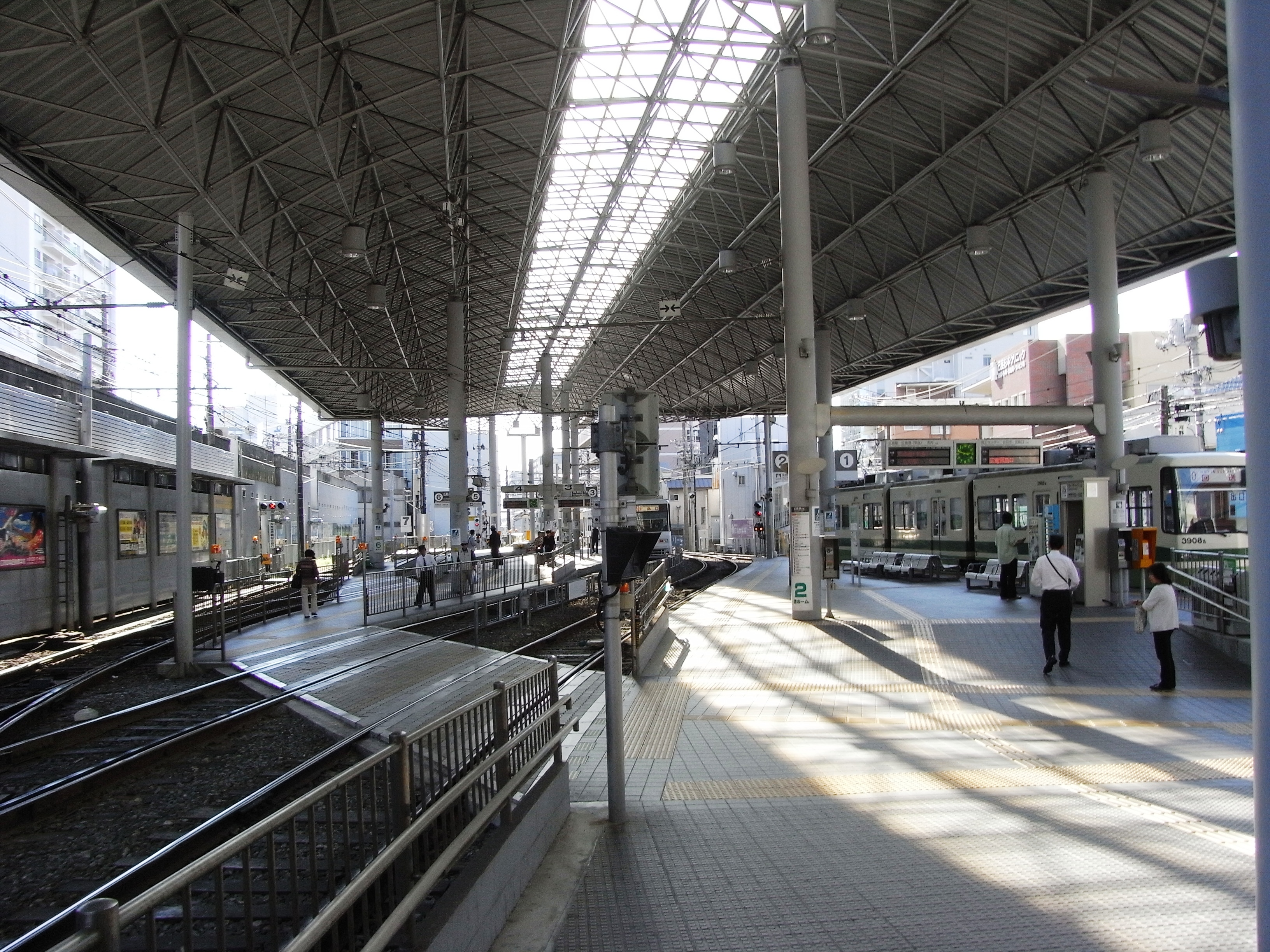
広電西広島（己斐）駅

### 道路
地域内に宮島街道が走っており、南の他地区との間には西広島バイパスが走っている。広島県道265号伴広島線が地域内を通っており、己斐峠を経由して五月が丘へ行くことができる。

## ズッコケ三人組との関係

西広島駅付近に設置されたズッコケ三人組の像

ズッコケ三人組に登場する花山町のモデルが己斐であることは作者の那須正幹自身が明かしており、広島市の広報紙でも紹介されている。那須によると、ミドリ市のモデルは「もう完全に1960年代の後半の広島、人口もちょうど60万人ぐらいになるかな、あのころの広島」であるという。

## 経済

### 産業
店・企業
- エイチ・ディー西広島本社（己斐上 北緯34度24分54.53秒 東経132度25分5.05秒）
- メガネ21本社（己斐本町 北緯34度23分32.4秒 東経132度25分28.7秒）-2016年佐伯区海老園へ移転。
- ドリームベッド本社・広島ショールーム（己斐本町）

金融機関
- 広島銀行己斐支店（己斐本町）- 1920年開設の芸備銀行己斐支店を前身とする。
- もみじ銀行己斐支店（己斐本町）- 1973年に広島相互銀行己斐支店として山陽不動産本社ビル（のちに広島総合開発本社ビルに改称）に開設。2021年5月ブランチインブランチ化に伴い同行古江支店内へ移転し事実上撤退。
- 広島信用金庫己斐支店（己斐本町）- 1951年に同金庫土橋支店己斐出張所として開設。1967年に現在地へ移転。
- 広島市信用組合己斐支店（己斐本町）- 1964年にひろでん会館内に開設。1973年に己斐本町一丁目、観光橋北詰の藤田ビルへ移転。2022年に己斐本町二丁目の現在地へ移転。
- JA広島市己斐駅前支店（己斐本町）- 1907年設立の己斐信用販売利用組合を前身とする。

商業施設・その他
- ひろでん会館（己斐本町 北緯34度23分50.25秒 東経132度25分42.59秒）-2018年閉鎖、2019年解体、跡地に暫定活用として「KOI PLACE」が開業。
- ゆめマート己斐（己斐本町 北緯34度23分54.7秒 東経132度25分45.8秒）
- ひろぎんの森（己斐上 北緯34度25分9.21秒 東経132度25分33.01秒）

広島銀行研修所と付属する各種スポーツ施設。同体育館はかつて広島銀行ブルーフレイムズが本拠地としていた他、広島メイプルレッズも練習場としている。また、広島銀行の関連法人である学校法人信愛学園のぞみ幼稚園も隣接して立地する。
- 己斐ガーデンスクエア（己斐本町 北緯34度23分36.99秒 東経132度25分27.88秒）

かつて存在した商人・事業家など
『日本紳士録』によると、商人・事業家は金なべ、料理の石橋、敷島食堂の影広、米穀商の竹本、広島家畜社長の田中、植木商の田中、東洋機械取締、東洋製罐広島工場長和田、日本麻紡織支配の渡邊などがいた。

### 地主・家主
『日本紳士録』によると、地家主は岩原、地主は濱田、家主は加藤姓の人物などがいた。

## 地域
歴史ある宗教施設が多数ある。また、以下に示すように、小中学校の名前と存在地域は必ずしも一致していない。

### 宗教施設
- 旭山神社（己斐西町 北緯34度23分50.0秒 東経132度25分29.0秒）

「鯉の神社」と親しまれている。

- 国泰寺（己斐上 北緯34度24分52秒 東経132度24分38.3秒）

曹洞宗。大茶臼山西麓にある。

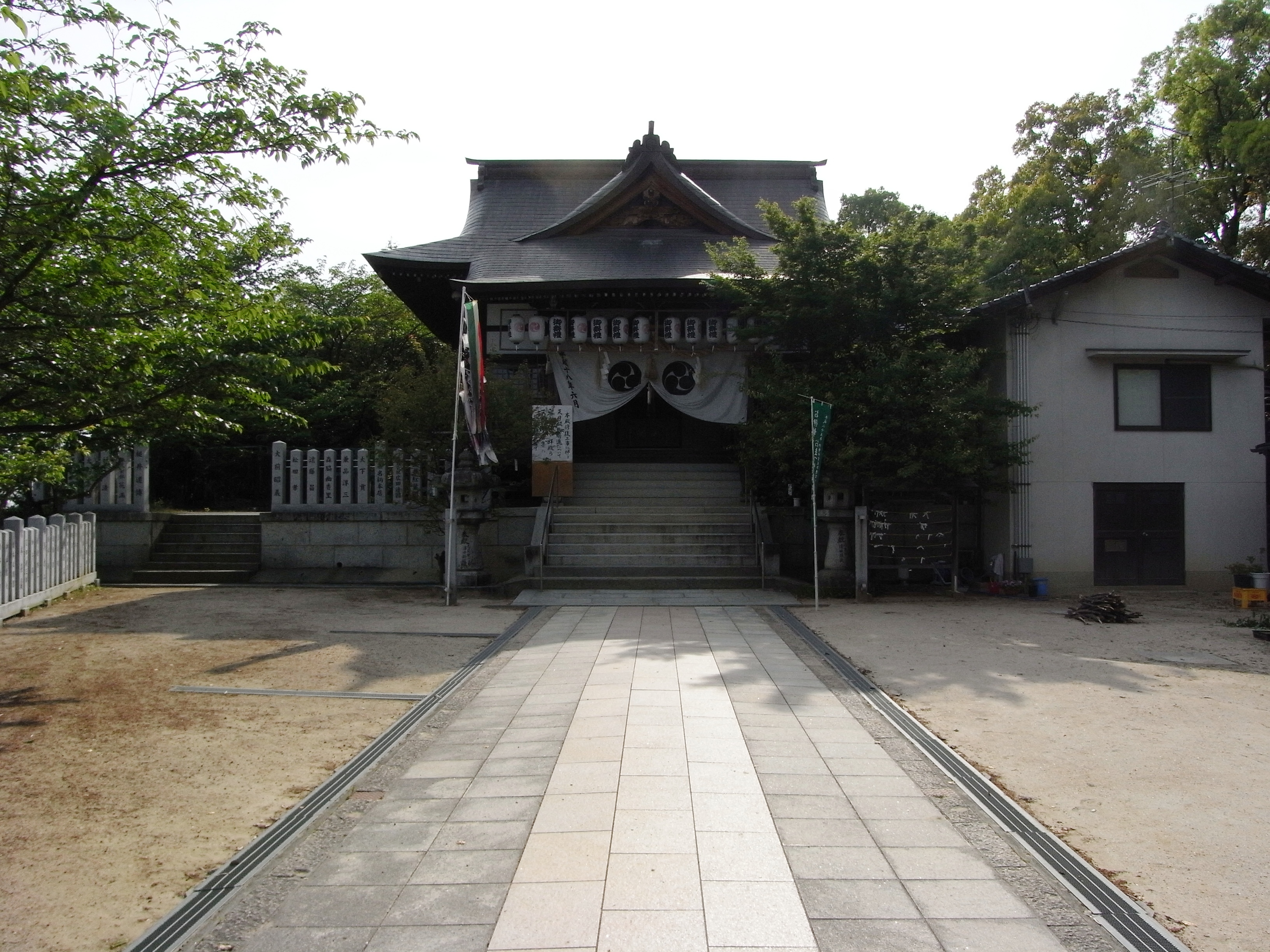
旭山神社

- 教順寺・滝之観音堂（己斐上北緯34度24分59.5秒 東経132度25分2.2秒）

境内の滝は古くから自然の聖地とされ、蓮如上人作と伝えられる観音が祀られていた。土砂崩れによる被害を受けたが、1850年に再興。広島新四国八十八か所の第十番霊場となっている。
- 長栄山清照寺と西福院淡島大明神（己斐西町 北緯34度23分44.1秒 東経132度25分11.4秒）

真言宗。隆誉上人が藩主毛利輝元から土地を拝領して1593年に木挽町で開山。1619年に淡島大明神を併せて祭るようになった。1945年に原爆に遭い仏像が消失。国の重要文化財「紺紙金泥宝篋印陀羅尼経（こんしきんでいほうきょういんだらにきょう）」に被害はなく寺宝として大切に保管されている。1968年に現在地に移転した。
- 新山千手観音堂（己斐東 北緯34度24分22.1秒 東経132度25分44.4秒）

毛利輝元彫刻の千手観音が祀られているが、開帳日以外は見ることができない。大元稲荷社がすぐ近くにあり、観音堂を守護している。
- 瑞雲山善法寺（己斐本町 北緯34度23分41.7秒 東経132度25分30.5秒）

浄土真宗本願寺派。1928年、寺町から移転した。終戦直後、臨時に軍人および被爆死没者の遺骨の奉安所となる。遺骨は後に広島市の慰霊塔に合祀された。またかつては境内に「己斐幼稚園」を経営していた。
- 通玄観音堂

己斐上と己斐中の境界付近に位置。後述の通玄山の近くにある。
- 法輝山光西寺（己斐中 北緯34度24分2.9秒 東経132度25分26.6秒）

浄土真宗本願寺派。高田郡桑田村出身の智鏡和尚により宝永年間に廃寺となっていた教坊を再興したのが前身とされ、1862年に西本願寺より許可、1879年に「光西寺」の寺号を許可される。
- 浄修院（己斐西町 北緯34度23分54.6秒 東経132度25分21.1秒）

真宗木辺派。真田増丸率いる大日本仏教済世軍運動に挺身した橋本豊和師により1926年創建。

### 小学校
- 広島市立己斐小学校（己斐上 北緯34度24分0.66秒 東経132度25分19.56秒）
- 広島市立己斐上小学校（己斐上 北緯34度25分1.94秒 東経132度25分28.72秒）
- 広島市立己斐東小学校（己斐中 北緯34度24分23.76秒 東経132度25分31.4秒）

### 中学校
- 広島市立己斐中学校（己斐上 北緯34度24分27.27秒 東経132度24分51.34秒）
- 広島市立己斐上中学校（己斐上 北緯34度24分26秒 東経132度24分49.6秒）
- ノートルダム清心中学校・高等学校（己斐東 北緯34度24分11.4秒 東経132度25分54.7秒）

### 高等学校

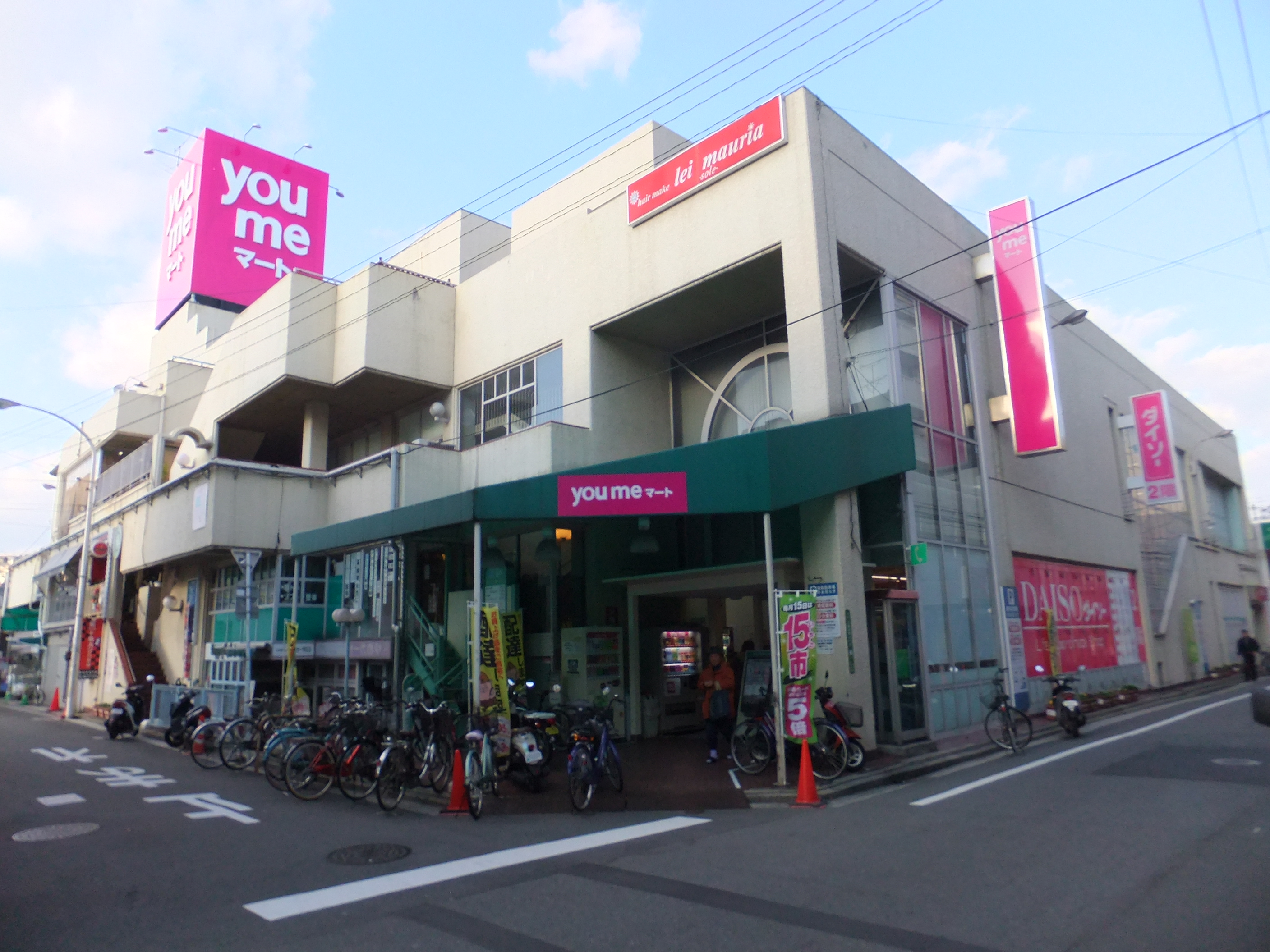
ゆめマート己斐

- 広島音楽高等学校（己斐東 北緯34度24分15.33秒 東経132度25分56.18秒）-2015年生徒募集停止
- ノートルダム清心中学校・高等学校

### 健康
『日本紳士録』によると、かつて存在した歯科医師は勝田、医師は天野、松本などがいた。

## 史跡

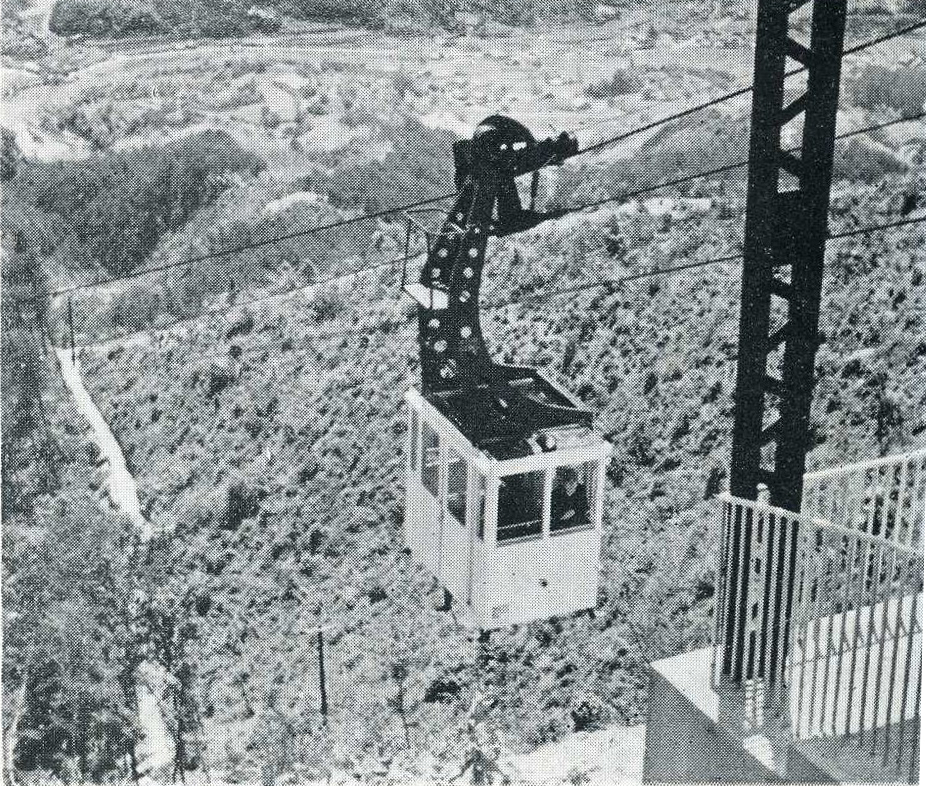
通称「己斐ロープウェイ」。電電公社己斐無線中継所専用のロープウェイで現存せず。

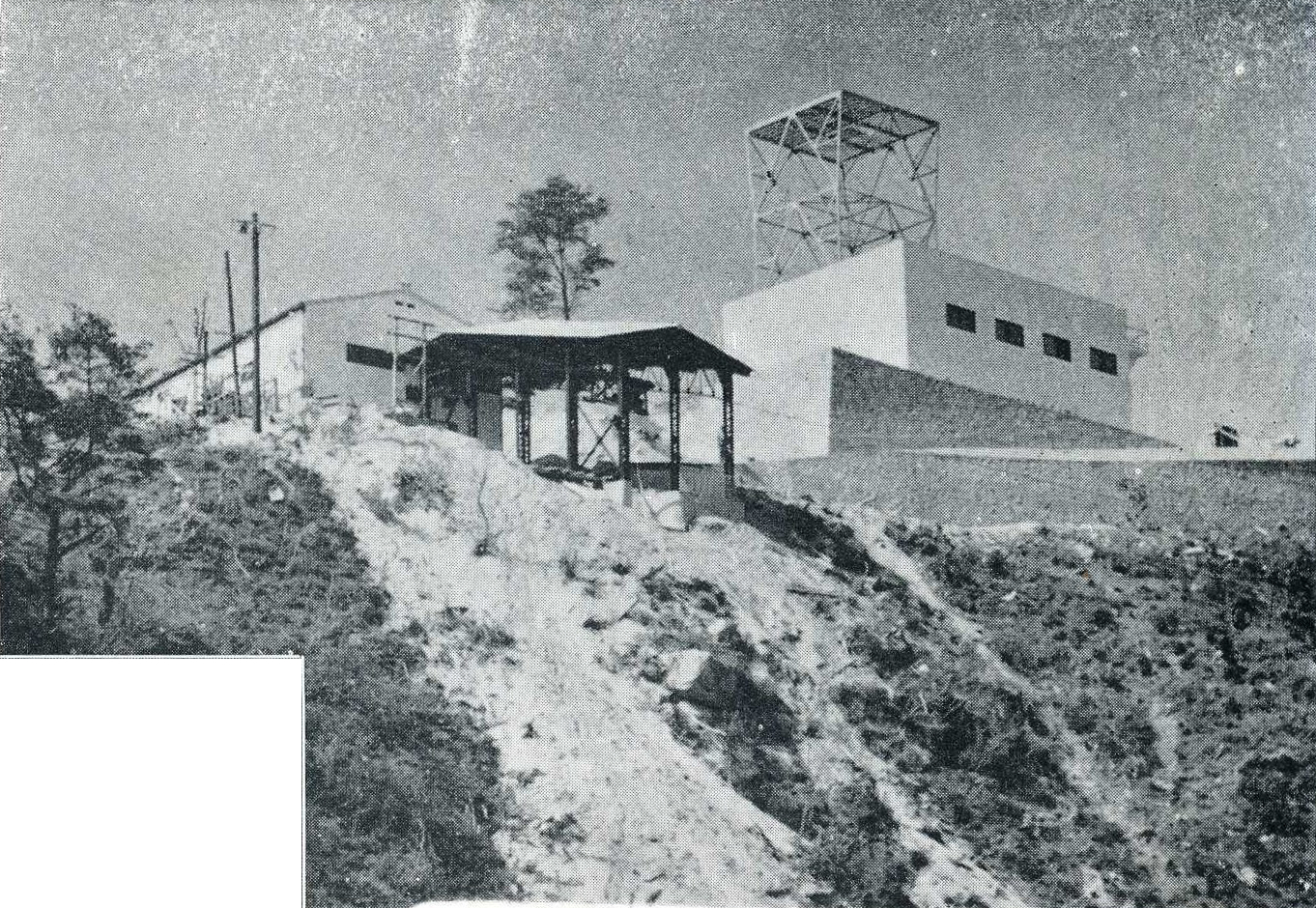
1955年頃の己斐無線中継所。中央がロープウェイの発着所。

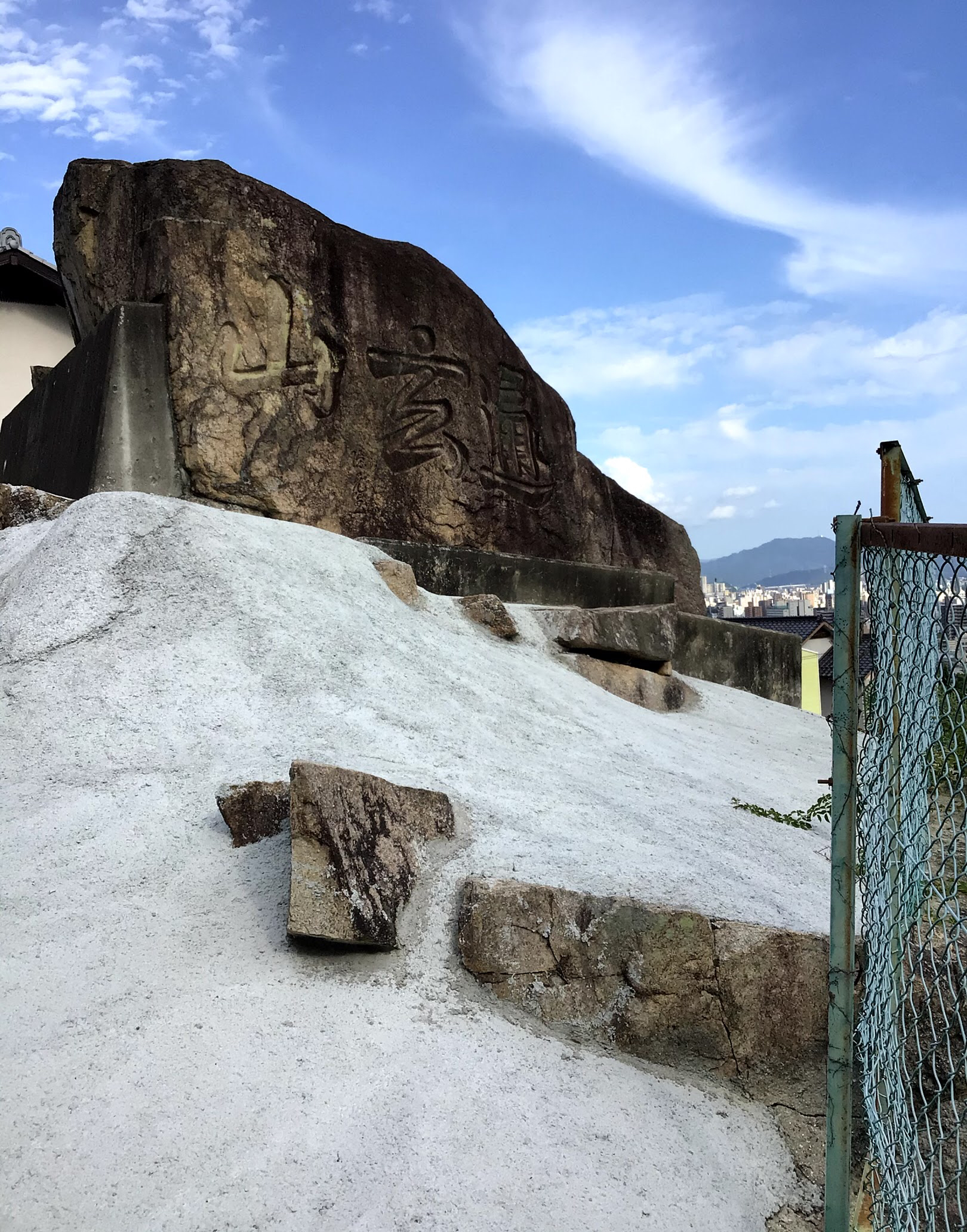
通玄岩(己斐)

- 己斐城（己斐上、茶臼山）

鎌倉時代中期から戦国時代の山城。

- 己斐古城（己斐西町、旭山）

築城年、城主は不明。鎌倉時代中期の城と推定されている。
- キリシタン殉教の碑（己斐東北緯34度24分3.1秒 東経132度25分54.89秒）

広島では1599年に伝道されたキリスト教であるが、豊臣秀吉が1587年に出したバテレン追放令や1596年に出した禁教令、および江戸幕府が1612年および1613年に出した禁教令により迫害された。1616年山手川（現在の太田川放水路）の河原にて処刑が行われた。時は流れ、付近にカトリックの学校（ノートルダム清心中学校・高等学校）ができるなど、迫害は過去のものとなった。そして1984年2月、己斐の歴史研究会の有志によってキリシタン殉教の碑が設置された。
- 通玄山（己斐中 北緯34度24分12.6秒 東経132度25分17.6秒）

通玄山という文字が彫られた岩。通玄という語には禅の極地という意味がある。浅野長晟の家臣の子として広島に移り住み、晩年を己斐の地で過ごした広島藩士、寺西織部信之が、黄檗宗の開祖である隠元禅師の通玄山という書を禅門の師を通じて得て、岩に彫刻したものであると言われている。
- 己斐配水池（己斐東 北緯34度24分11.4秒 東経132度25分45.8秒）

旧送水ポンプ室は、1945年（昭和20年）の原爆に耐えた被爆建物である。

- 原爆被爆給水塔（己斐本町、前述の己斐ガーデンスクエア内）

赤レンガ積みの給水塔であり、1辺が約4m、高さ約10mの大きさの被爆建物。軍服を製造していた日本麻紡績株式会社が所有していた。

## 出身・ゆかりのある人物

### 芸能
- 風見しんご（俳優、タレント、歌手）
- 富永みーな（声優、タレント）[19]

### 文化
- 津原泰水（作家）
- 那須正幹（作家） - 代表作は『ズッコケ三人組』シリーズである。

### その他
- 石原典子（作家、政治家石原慎太郎の妻）
- 上杉裕世（マットペインター）
- 迫田穆成（高校野球指導者）

### 歴史上の人物
- 神功皇后（仲哀天皇の妃、己斐という地名を名付けたとする説がある)